# Puchar Polski w piłce nożnej (1970/1971)
Puchar Polski w piłce nożnej mężczyzn w sezonie 1970/1971 – 17. edycja rozgrywek, mających na celu wyłonienie zdobywcy Pucharu Polski, który uzyska tym samym prawo gry w Pucharze Zdobywców Pucharów w sezonie 1971/72. Zwycięzcą rozgrywek został Górnik Zabrze, dla którego był to piąty Puchar Polski w historii klubu. 
Mecz finałowy odbył się 27 czerwca 1971 na Stadionie Śląskim w Chorzowie.

## I runda
| Drużyna 1                      | Wynik          | Drużyna 2          |
| ------------------------------ | -------------- | ------------------ |
| Zawisza Bydgoszcz              | 0:2            | ŁKS Łódź           |
| Bałtyk Gdynia                  | 2:1 pd.        | Olimpia Poznań     |
| Siarka II Tarnobrzeg           | 0:0 pd. k. 4:5 | Unia Tarnów        |
| Gwardia Koszalin               | 2:1            | Arkonia Szczecin   |
| Lechia Zielona Góra            | 1:3            | Garbarnia Kraków   |
| Concordia Piotrków Trybunalski | 2:0            | Unia Oświęcim      |
| Zagłębiak Dąbrowa Górnicza     | 0:4            | Odra Opole         |
| Polonia II Bytom               | 0:4            | Górnik Wałbrzych   |
| Górnik II Zabrze               | 1:0            | Unia Racibórz      |
| Stal Kraśnik                   | 1:2            | Urania Ruda Śląska |
| Wigry Suwałki                  | 2:1            | Motor Lublin       |
| Odra II Opole                  | 1:3            | Wawel Kraków       |
| Dąb Dębno                      | 2:0            | Śląsk Wrocław      |
| Mazur Karczew                  | 1:0            | Cracovia           |
| Śląsk II Wrocław               | 1:1 pd. k. 4:3 | Polonia Poznań     |
| Stomil Olsztyn                 | 2:6 pd.        | Arka Gdynia        |
| KSZO Ostrowiec Świętokrzyski   | 0:2            | Hutnik Nowa Huta   |
| Kujawiak Włocławek             | 3:1            | Włókniarz Łódź     |

## 1/16 finału
Do rywalizacji dołączyły drużyny z I ligi.
| Drużyna 1                      | Wynik           | Drużyna 2          |
| ------------------------------ | --------------- | ------------------ |
| Wawel Kraków                   | 0:2             | Górnik Zabrze      |
| Garbarnia Kraków               | 1:2 pd.         | Ruch Chorzów       |
| Górnik Wałbrzych               | 0:1             | ROW Rybnik         |
| Górnik II Zabrze               | 1:1 pd. k. 4:7  | Hutnik Nowa Huta   |
| Concordia Piotrków Trybunalski | 0:5             | Legia Warszawa     |
| Gwardia Koszalin               | 0:1             | Arka Gdynia        |
| Urania Ruda Śląska             | 1:3             | Wisła Kraków       |
| Kujawiak Włocławek             | 1:2 pd.         | Zagłębie Wałbrzych |
| ŁKS Łódź                       | 2:0             | Stal Mielec        |
| Śląsk II Wrocław               | 1:2 pd.         | Szombierki Bytom   |
| Dąb Dębno                      | 3:6             | Zagłębie Sosnowiec |
| Odra Opole                     | 3:0             | Pogoń Szczecin     |
| Wigry Suwałki                  | 0:1             | Gwardia Warszawa   |
| Unia Tarnów                    | 2:0             | Polonia Bytom      |
| Bałtyk Gdynia                  | 0:0 pd. k. 8:13 | GKS Katowice       |
| Mazur Karczew                  | 1:1 pd. k. 1:4  | Stal Rzeszów       |

## 1/8 finału
| Drużyna 1          | Wynik          | Drużyna 2          |
| ------------------ | -------------- | ------------------ |
| ŁKS Łódź           | 0:0 pd. k. 2:3 | GKS Katowice       |
| Ruch Chorzów       | 2:0            | Wisła Kraków       |
| Unia Tarnów        | 3:0            | Hutnik Nowa Huta   |
| Odra Opole         | 0:1            | ROW Rybnik         |
| Zagłębie Sosnowiec | 3:0            | Zagłębie Wałbrzych |
| Arka Gdynia        | 0:1            | Legia Warszawa     |
| Gwardia Warszawa   | 2:0            | Szombierki Bytom   |
| Górnik Zabrze      | 4:2            | Stal Rzeszów       |

## Ćwierćfinały
| Drużyna 1          | Wynik dwumeczu | Drużyna 2        | Pierwszy mecz | Drugi mecz |
| ------------------ | -------------- | ---------------- | ------------- | ---------- |
| Górnik Zabrze      | 4:3            | Gwardia Warszawa | 3:1           | 1:2        |
| Zagłębie Sosnowiec | 4:1            | Legia Warszawa   | 0:0           | 0:1        |
| ROW Rybnik         | 1:1 pd. k. 3:4 | Ruch Chorzów     | 1:0           | 0:1        |
| Unia Tarnów        | 1:3            | GKS Katowice     | 1:0           | 0:3        |

## Półfinały
| Drużyna 1     | Wynik dwumeczu | Drużyna 2          | Pierwszy mecz | Drugi mecz |
| ------------- | -------------- | ------------------ | ------------- | ---------- |
| Górnik Zabrze | 2:2 pd. k. 2:1 | Ruch Chorzów       | 1:1           | 1:1        |
| GKS Katowice  | 2:3            | Zagłębie Sosnowiec | 0:2           | 2:1        |

## Finał
Spotkanie finałowe odbyło się 27 czerwca 1971 na Stadionie Śląskim w Chorzowie. Frekwencja na stadionie wyniosła 3 000 widzów. Mecz sędziował Stanisław Eksztajn z Warszawy. Mecz zakończył się zwycięstwem Górnika Zabrze 3:1. Bramki dla Górnika zdobył Jerzy Wilim w 27., 31. i 43. minucie. Bramkę dla Zagłębia strzelił Zbigniew Seweryn w 37. minucie. 
| 27 czerwca 1971 | Górnik Zabrze · Wilim 27', 31', 43' | 3:1Raport | Zagłębie Sosnowiec · Seweryn 37' | Stadion Śląski, Chorzów Widzów: 3 000 Sędzia: Stanisław Eksztajn (Warszawa) |
|                 |                                     |           |                                  |                                                                             |

| GÓRNIK ZABRZE |  |                     |
|               |  |                     |
|               |  |                     |
| BR            |  | Jan Gomola          |
| OB            |  | Jan Wraży           |
| OB            |  | Stanisław Oślizło   |
| OB            |  | Henryk Latocha      |
| OB            |  | Jerzy Gorgoń        |
| PO            |  | Erwin Wilczek       |
| PO            |  | Zygfryd Szołtysik   |
| PO            |  | Hubert Skowronek    |
| NA            |  | Władysław Szaryński |
| NA            |  | Jerzy Wilim         |
| NA            |  | Jan Banaś           |
| Trener:       |  |                     |
| Ferenc Szusza |  |                     |

| ZAGŁĘBIE SOSNOWIEC |  |                  |
|                    |  |                  |
| BR                 |  | Jerzy Patoła     |
| OB                 |  | Jan Leszczyński  |
| OB                 |  | Roman Bazan      |
| OB                 |  | Eugeniusz Szmidt |
| OB                 |  | Józef Zawadzki   |
| PO                 |  | Paweł Adamczyk   |
| PO                 |  | Józef Gałeczka   |
| PO                 |  | Wiesław Ambroży  |
| NA                 |  | Zbigniew Seweryn |
| NA                 |  | Andrzej Jarosik  |
| NA                 |  | Józef Kowalczyk  |
| Trener:            |  |                  |
| Ferenc Farsang     |  |                  |

| Puchar Polski (1970/71)   |
| ------------------------- |
| Górnik Zabrze Piąty Tytuł |